# Eerste keizerlijke paasei
Het Eerste keizerlijke paasei (Russisch: Первое императорское пасхальное яйцо, ook wel kort: het kippetje) is een van de ongeveer vijftig paaseieren die de beroemde juwelier Peter Carl Fabergé maakte in opdracht van de Russische tsaren.

## Omschrijving van het ei
Het ei ziet er aan de buitenkant uit als een normaal kippenei. Het is echter gemaakt van goud met daaroverheen een mat wit emaille. Door een verborgen mechanisme kan het ei in twee helften uiteen genomen worden waarna een dooier van gepolijst goud zichtbaar wordt. Deze dooier kan uit het ei genomen worden en is eveneens samengesteld uit twee helften. Na opening blijkt de dooier een kleine kip te bevatten gemaakt van rood, wit en geel goud met robijntjes als ogen.

## De surprise
In het kippetje zat oorspronkelijk een wit gouden met diamantjes versierde kopie van de Russische keizerskroon. In deze kroon was vervolgens een hangertje met een robijn verborgen. Zowel de kroon als het hangertje zijn vermist.